# Nandax
Nandax település Franciaországban, Loire megyében. Lakosainak száma 564 fő (2022. január 1.). Nandax Saint-Hilaire-sous-Charlieu, Vougy, Boyer, Coutouvre és Pouilly-sous-Charlieu községekkel határos.

## Népesség
A település népességének változása:
| Lakosok száma | 259  | 267  | 283  | 481  | 499  | 491  | 521  | 546  | 559  | 564  |
|               | 1968 | 1982 | 1990 | 2006 | 2013 | 2015 | 2017 | 2019 | 2020 | 2022 |